# Ma Xiangjun
Ma Xiangjun (chinesisch 馬湘君; * 30. Oktober 1964) ist eine ehemalige chinesische Bogenschützin.

## Karriere
Ma Xiangjun konnte bei den Asienspiele 1986 in Seoul eine Gold-, Silber- und Bronzemedaille gewinnen. Ein Jahr später wurde sie im Einzel Weltmeisterin und nahm an den Olympischen Sommerspielen 1988 teil, gewann jedoch keine Medaille. Bei den Olympischen Sommerspielen 1992 in Barcelona allerdings gelang es ihr im Mannschaftswettkampf mit Wang Hong und Wang Xiaozhu die Silbermedaille zu gewinnen. Im Einzel schied sie hingegen im Achtelfinale gegen Chatuna Kwriwischwili aus dem Vereinten Team aus.